# Grande Prêmio dos Estados Unidos de 1968
Resultados do Grande Prêmio dos Estados Unidos de Fórmula 1 realizado em Watkins Glen em 6 de outubro de 1968. Décima primeira etapa do campeonato, foi vencido pelo britânico Jackie Stewart, da Matra-Ford. Tal prova passou à história graças à estreia do futuro campeão mundial, Mario Andretti.

## Resumo
Mario Andretti assinalou a pole position em sua corrida de estreia.

## Classificação da prova
| Pos. | Nº | Piloto               | Construtor    | Voltas | Tempo/Diferença  | Grid | Pontos |
| ---- | -- | -------------------- | ------------- | ------ | ---------------- | ---- | ------ |
| 1    | 15 | Jackie Stewart       | Matra-Ford    | 108    | 1:59:20.29       | 2    | 9      |
| 2    | 10 | Graham Hill          | Lotus-Ford    | 108    | + 24.68          | 3    | 6      |
| 3    | 5  | John Surtees         | Honda         | 107    | + 1 volta        | 9    | 4      |
| 4    | 14 | Dan Gurney           | McLaren-Ford  | 107    | + 1 volta        | 7    | 3      |
| 5    | 16 | Jo Siffert           | Lotus-Ford    | 105    | + 3 voltas       | 12   | 2      |
| 6    | 2  | Bruce McLaren        | McLaren-Ford  | 103    | + 5 voltas       | 10   | 1      |
| Ret  | 22 | Piers Courage        | BRM           | 93     | Pane seca        | 14   |        |
| Ret  | 1  | Denny Hulme          | McLaren-Ford  | 92     | Acidente         | 5    |        |
| NC   | 19 | Lucien Bianchi       | Cooper-BRM    | 88     | Não classificado | 20   |        |
| Ret  | 3  | Jack Brabham         | Brabham-Repco | 77     | Motor            | 8    |        |
| Ret  | 4  | Jochen Rindt         | Brabham-Repco | 73     | Motor            | 6    |        |
| Ret  | 18 | Vic Elford           | Cooper-BRM    | 71     | Motor            | 17   |        |
| Ret  | 8  | Pedro Rodríguez      | BRM           | 66     | Suspensão        | 11   |        |
| NC   | 17 | Jo Bonnier           | McLaren-BRM   | 62     | Não classificado | 18   |        |
| Ret  | 6  | Chris Amon           | Ferrari       | 59     | Bomba d'água     | 4    |        |
| Ret  | 21 | Jean-Pierre Beltoise | Matra         | 44     | Transmissão      | 13   |        |
| Ret  | 9  | Bobby Unser          | BRM           | 35     | Motor            | 19   |        |
| Ret  | 12 | Mario Andretti       | Lotus-Ford    | 32     | Embreagem        | 1    |        |
| Ret  | 7  | Derek Bell           | Ferrari       | 14     | Motor            | 15   |        |
| DNS  | 11 | Jackie Oliver        | Lotus-Ford    | 0      | Não largou       |      |        |
| DNS  | 20 | Henri Pescarolo      | Matra         | 0      | Não largou       |      |        |

## Tabela do campeonato após a corrida
|        | Pos. | Piloto         | Pontos |
| ------ | ---- | -------------- | ------ |
|        | 1    | Graham Hill    | 39     |
| 1      | 2    | Jackie Stewart | 36     |
| 1      | 3    | Denny Hulme    | 33     |
|        | 4    | Jacky Ickx     | 27     |
|        | 5    | Bruce McLaren  | 16     |
| Fonte: |      |                |        |

|        | Pos. | Construtor   | Pontos |
| ------ | ---- | ------------ | ------ |
|        | 1    | Lotus-Ford   | 53     |
| 1      | 2    | Matra-Ford   | 45     |
| 1      | 3    | McLaren-Ford | 43     |
|        | 4    | Ferrari      | 32     |
|        | 5    | BRM          | 25     |
| Fonte: |      |              |        |

- Nota: Somente as primeiras cinco posições estão listadas. A temporada de 1968 foi dividida em dois blocos de seis corridas onde cada piloto descartaria um resultado. Neste ponto esclarecemos: na tabela dos construtores figurava somente o melhor colocado dentre os carros de um time.